# Статистичні дані щодо розширення Європейського Союзу
|                                |
| Діаграма розвитку населення ЄС |

Ця стаття про послідовність таблиць зі статистичними даними щодо минулих і майбутніх розширень Європейського Союзу. Усі дані стосуються чисельності населення, земельних площ і валового внутрішнього продукту (ВВП) відповідних країн на момент їх вступу до Європейських Співтовариств і сучасного Європейського Союзу, що ілюструє історично достовірні зміни в Європейському Союзі. Показники ВВП наведено за паритетом купівельної спроможності в доларах США за цінами 1990 року.

## Минулі розширення

### Створення

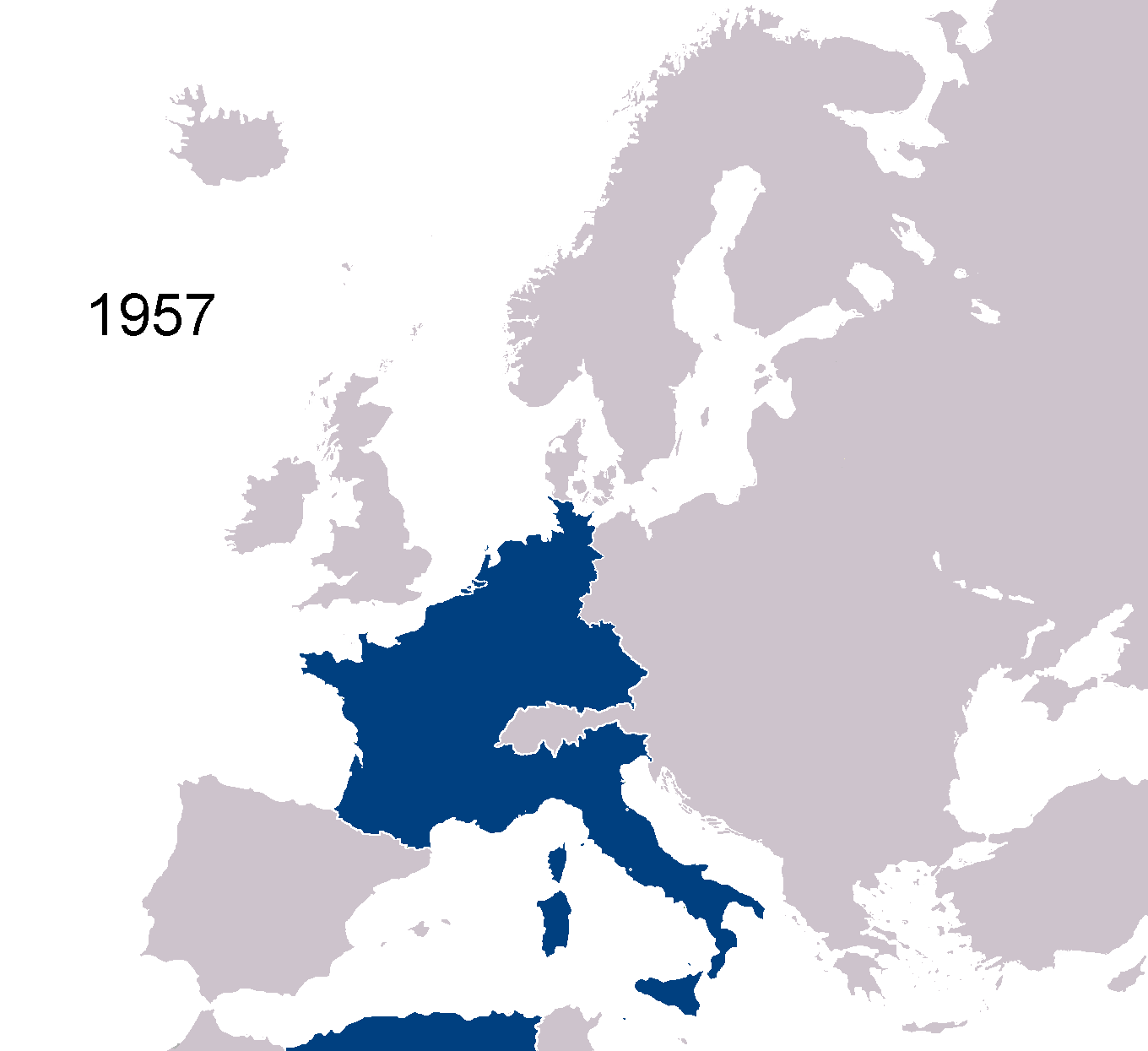
ЄC6 у 1957 році

| Держави-члени     | Населення   | Площа (км2) | ВВП (млрд. дол. США) | ВВП на душу населення (дол. США) |
| ----------------- | ----------- | ----------- | -------------------- | -------------------------------- |
| Бельгія           | 9 052 707   | 30 528      | 58,316               | 46 878 доларів США               |
| Франція           | 44 788 852  | 674 843     | 312,966              | 40 690 доларів США               |
| Західна Німеччина | 54 292 038  | 248,717     | 400,554              | 41 168 доларів США               |
| Італія            | 49 476 000  | 301,336     | 265.192              | 30 116 доларів США               |
| Люксембург        | 310,291     | 2,586       | 2,938                | 113 533 доларів США              |
| Нідерланди        | 11,186,847  | 41,526      | 83,351               | 50 355 доларів США               |
| ЄС6 (1958)        | 169,106,736 | 1 299 536   | 1123,317             | 6,643                            |

### Розширення Європейських Співтовариств 1973 року

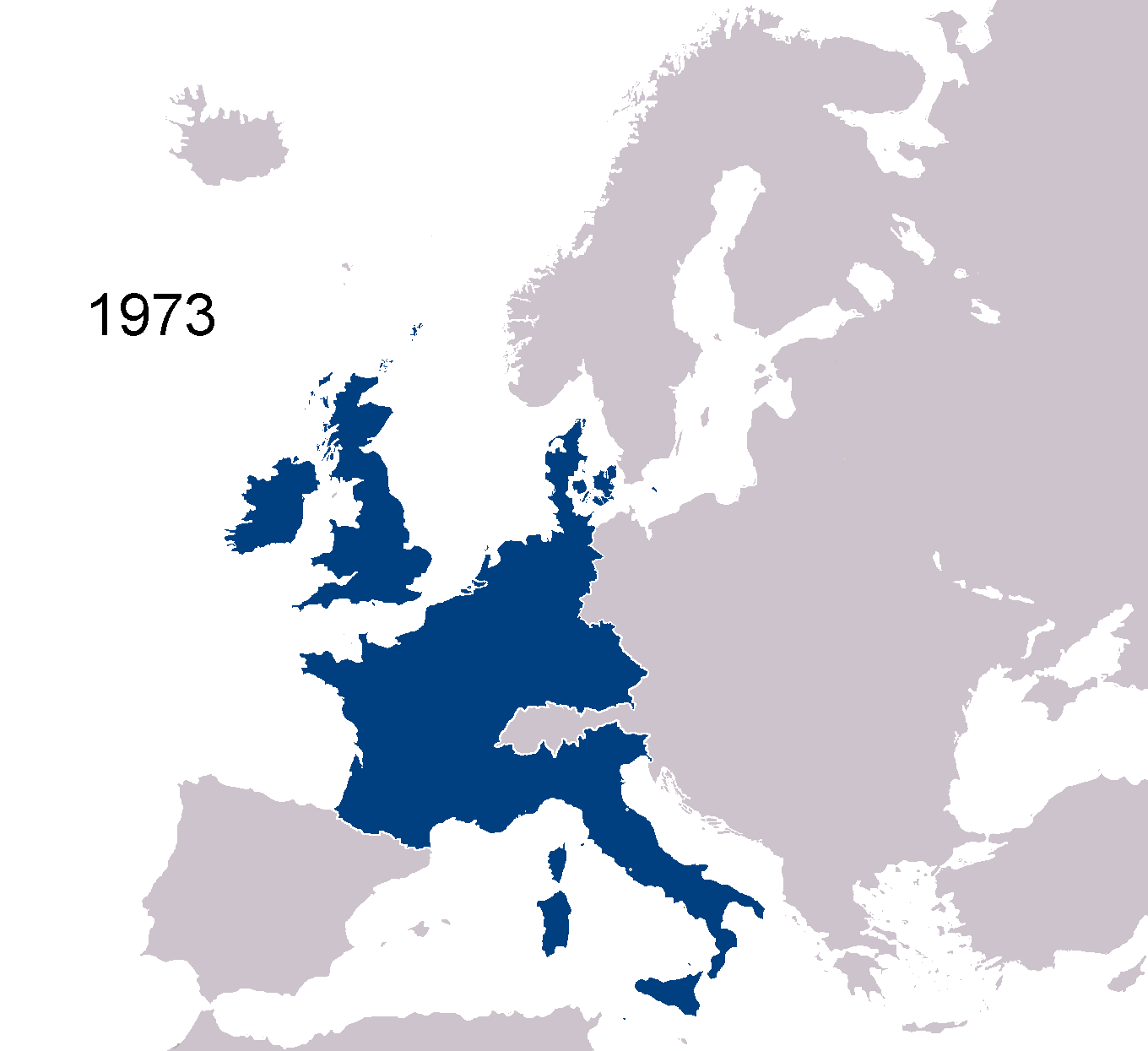
ЄC9 у 1973 році

| Держави-члени        | Населення             | Площа (км2)         | ВВП (млрд. дол. США) | ВВП на душу населення (дол. США) |
| -------------------- | --------------------- | ------------------- | -------------------- | -------------------------------- |
| Данія                | 5 021 861             | 43,094              | 70,032               | 59 928 доларів США               |
| Ірландія             | 3 073 200             | 70,273              | 21.103               | 39 638 доларів США               |
| Велика Британія      | 56 210 000            | 244 820             | 675,941              | 36 728 доларів США               |
| Держави-кандидати    | 64 305 061            | 358,187             | 767,076              | 11 929                           |
| Тодішні члени (1973) | 192,457,106           | 1 299 536           | 2,381,396            | 12,374                           |
| ЄС9 (1973)           | 256,762,167 (+33,41%) | 1 657 723 (+25,44%) | 3148,472 (+32,21%)   | 12 262 (-0,91%)                  |

### Розширення Європейських Співтовариств 1981 року

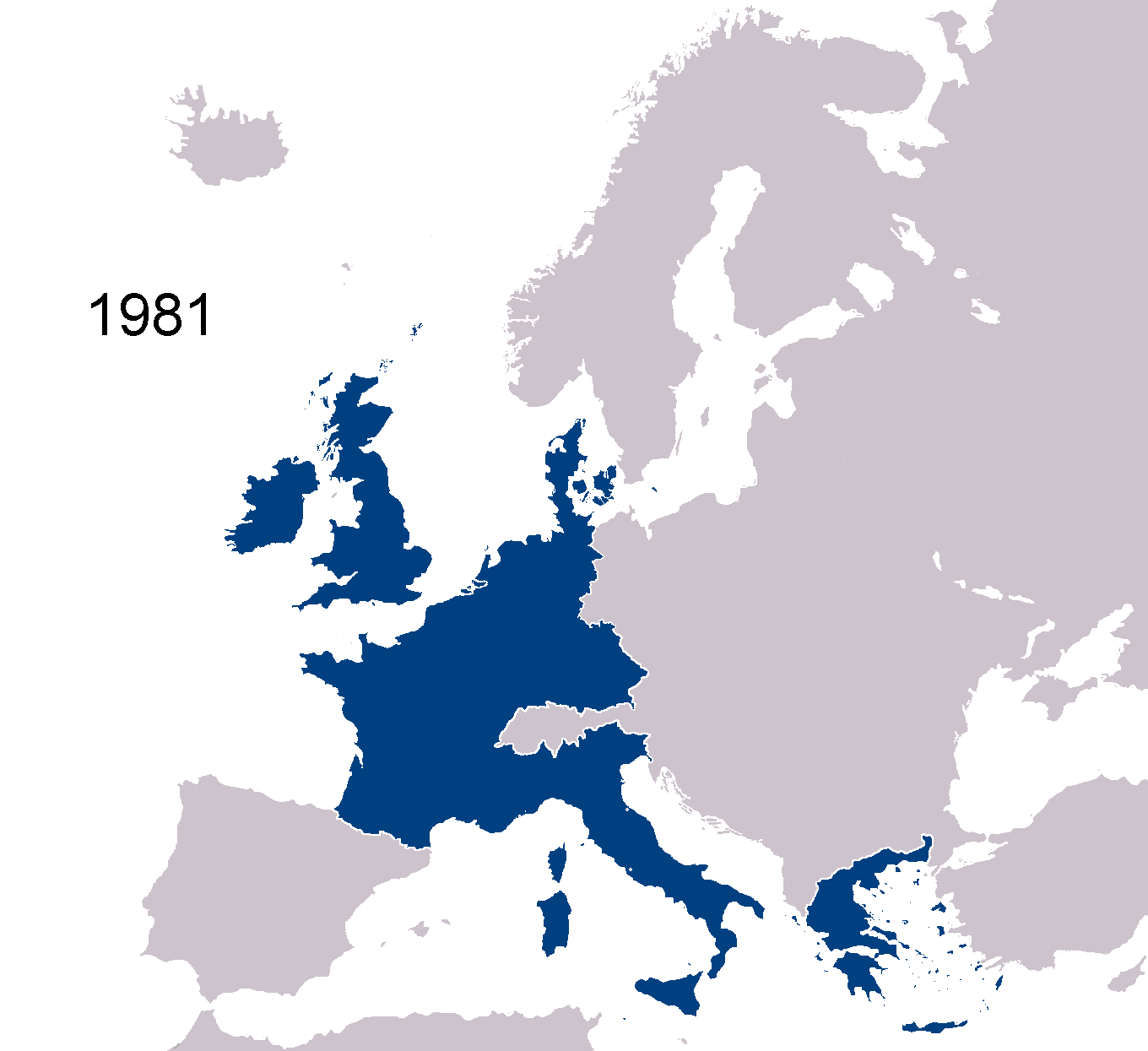
ЄC10 у 1981 році

| Держави-члени        | Населення            | Площа (км2)        | ВВП (млрд. дол. США) | ВВП на душу населення (дол. США) |
| -------------------- | -------------------- | ------------------ | -------------------- | -------------------------------- |
| Греція               | 9 729 350            | 131,945            | 86,553               | 8,896                            |
| Тодішні члени (1981) | 261,743,191          | 1 657 723          | 3,694,558            | 14,115                           |
| ЄС10 (1981)          | 271,472,541 (+3,72%) | 1 789 668 (+7,96%) | 3781,111 (+2,34%)    | 13 928 (-1,33%)                  |

### Розширення Європейських Співтовариств 1986 року

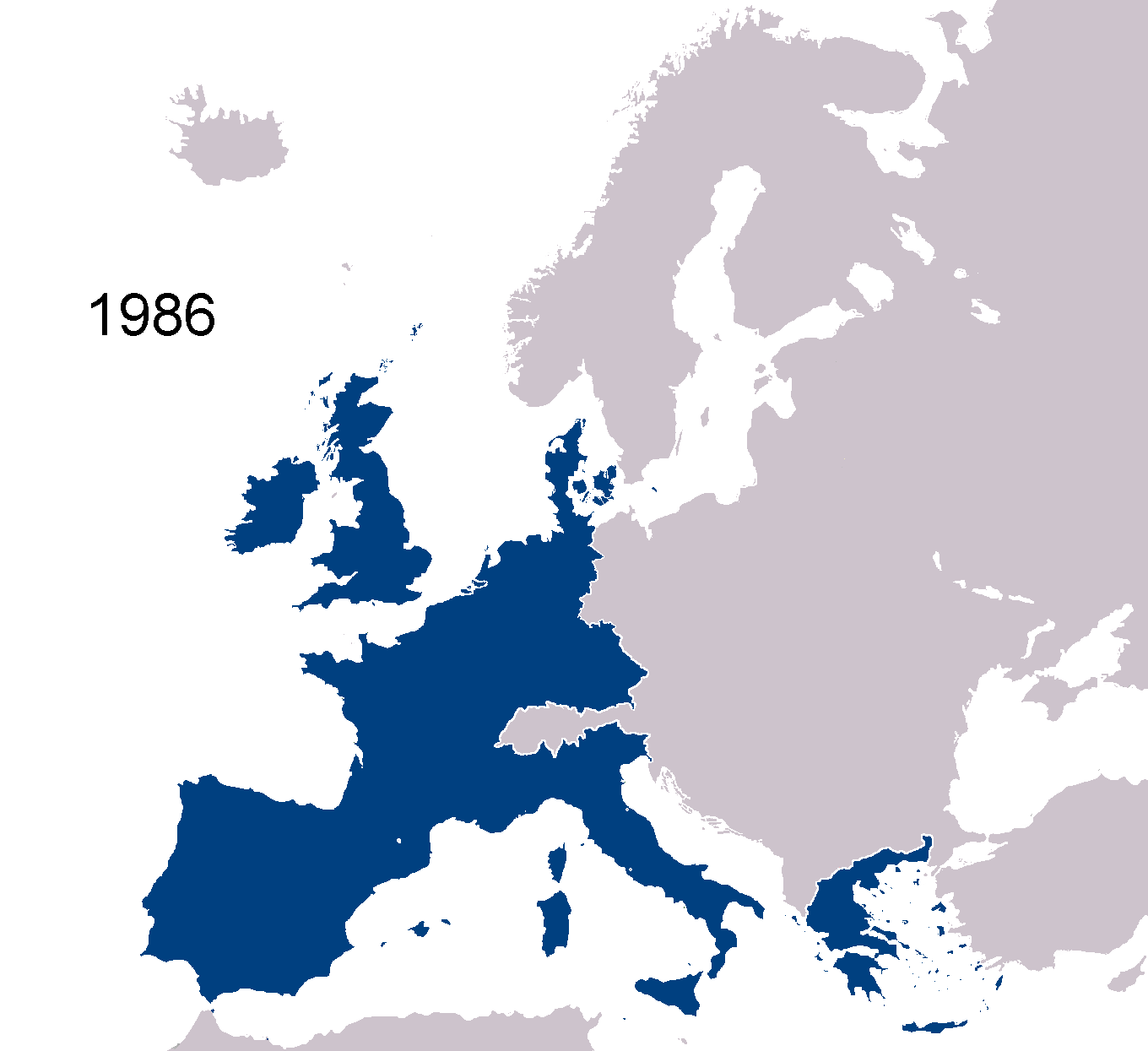
EC12 у 1986 році

| Держави-члени           | Населення             | Площа (км2)         | ВВП (млрд. дол. США) | ВВП на душу населення (дол. США) |
| ----------------------- | --------------------- | ------------------- | -------------------- | -------------------------------- |
| Португалія              | 9,907,411             | 92,391              | 85,610               | 8,641                            |
| Іспанія                 | 38,707,556            | 504,782             | 386,998              | 9,998                            |
| Держави-кандидати       | 48 614 967            | 597,173             | 472,608              | 9,721                            |
| Тодішні члени (1986)    | 273,398,552           | 1 789 668           | 4186,176             | 15,312                           |
| ЄС12 (1986) ЄС12 (1993) | 322 013 519 (+17,78%) | 2,386,841 (+33,37%) | 4658,784 (+11,29%)   | 14 468 (-5,51%)                  |

### Розширення 1990 року
| Держави-члени        | Населення   | Площа (км2) | ВВП (млрд. дол. США) | ВВП на душу населення (дол. США) |
| -------------------- | ----------- | ----------- | -------------------- | -------------------------------- |
| НДР                  | 16 111 000  | 108,333     | 159.5                | 9800                             |
| Тодішні члени (1986) | 322 013 519 | 2,386,841   | 4658,784             | 14 468                           |

### Розширення 1995 року

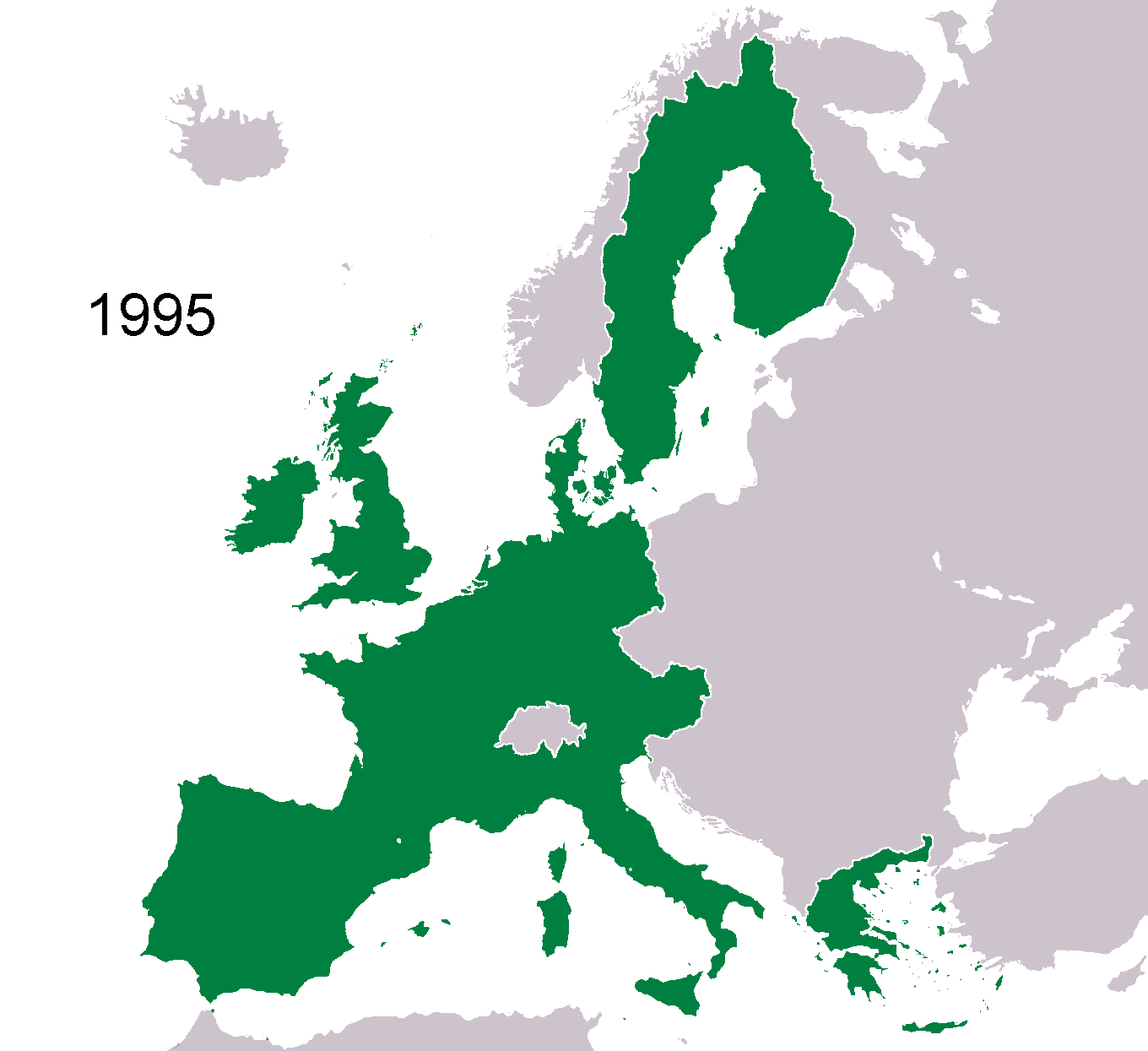
ЄС-15 у 1995 році

| Держави-члени        | Населення           | Площа (км2)         | ВВП (млрд. дол. США) | ВВП на душу населення (дол. США) |
| -------------------- | ------------------- | ------------------- | -------------------- | -------------------------------- |
| Австрія              | 8,206,524           | 83,871              | 145,238              | 18 048                           |
| Фінляндія            | 5 261 008           | 338,145             | 80,955               | 15 859                           |
| Швеція               | 9 047 752           | 449 964             | 156,640              | 17 644                           |
| Держави-кандидати    | 22,515,284          | 871,980             | 382,833              | 17,378                           |
| Тодішні члени (1995) | 350,909,402         | 2,495,174           | 5894,232             | 16 797                           |
| ЄС15 (1995)          | 373,424,686 (+6,4%) | 3,367,154 (+34,95%) | 6 277,065 (+6,50%)   | 16 831 (+0,20%)                  |

### Розширення 2004 року

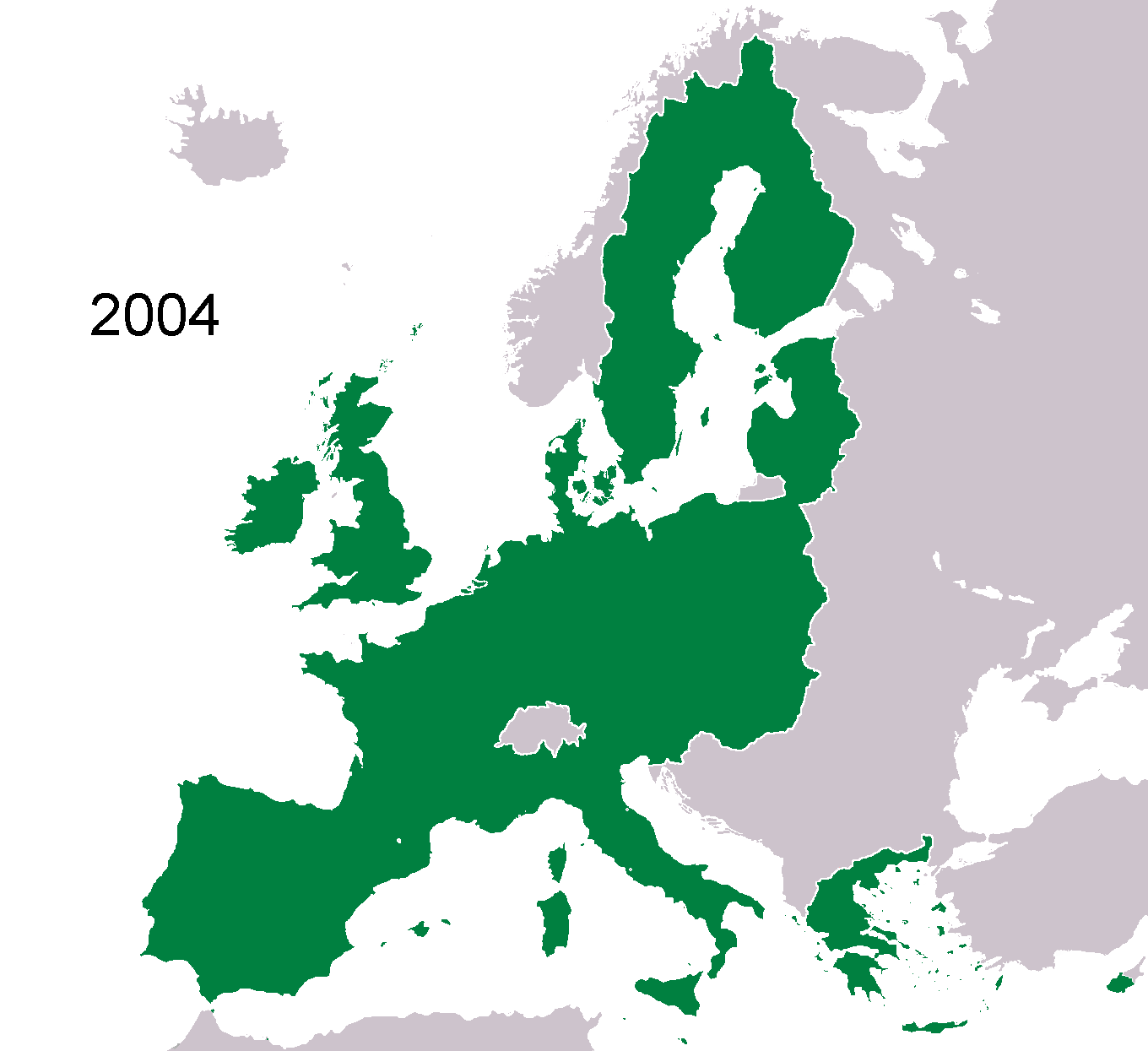
ЄС-25 у 2004 році

| Держави-члени        | Населення             | Площа (км 2 )       | ВВП </br> (млрд. дол. США) | ВВП </br> на душу населення (дол. США) |
| -------------------- | --------------------- | ------------------- | -------------------------- | -------------------------------------- |
| Кіпр                 | 775,927               | 9 250               | 11,681                     | 15 054                                 |
| Чехія                | 10,246,178            | 78,866              | 105,248                    | 10,272                                 |
| Естонія              | 1 341 664             | 45,226              | 22,384                     | 16 684                                 |
| Угорщина             | 10 032 375            | 93 030              | 102,183                    | 10,185                                 |
| Латвія               | 2,306,306             | 64 589              | 24,826                     | 10,764                                 |
| Литва                | 3 607 899             | 65 200              | 31,971                     | 8,861                                  |
| Мальта               | 396,851               | 316                 | 5,097                      | 12 843                                 |
| Польща               | 38 580 445            | 311,904             | 316,438                    | 8,202                                  |
| Словаччина           | 5,423,567             | 49 036              | 42,800                     | 7,810                                  |
| Словенія             | 2,011,473             | 20,273              | 29,633                     | 14 732                                 |
| Держави-кандидати    | 74,722,685            | 737 690             | 685.123                    | 9,169                                  |
| Тодішні члени (2004) | 381,781,620           | 3,367,154           | 7,711.871                  | 20 200                                 |
| ЄС25 (2004)          | 456,504,305 (+19,57%) | 4,104,844 (+17,97%) | 8 396 994 (+8,88%)         | 18,394 (-8,94%)                        |

### Розширення 2007 року

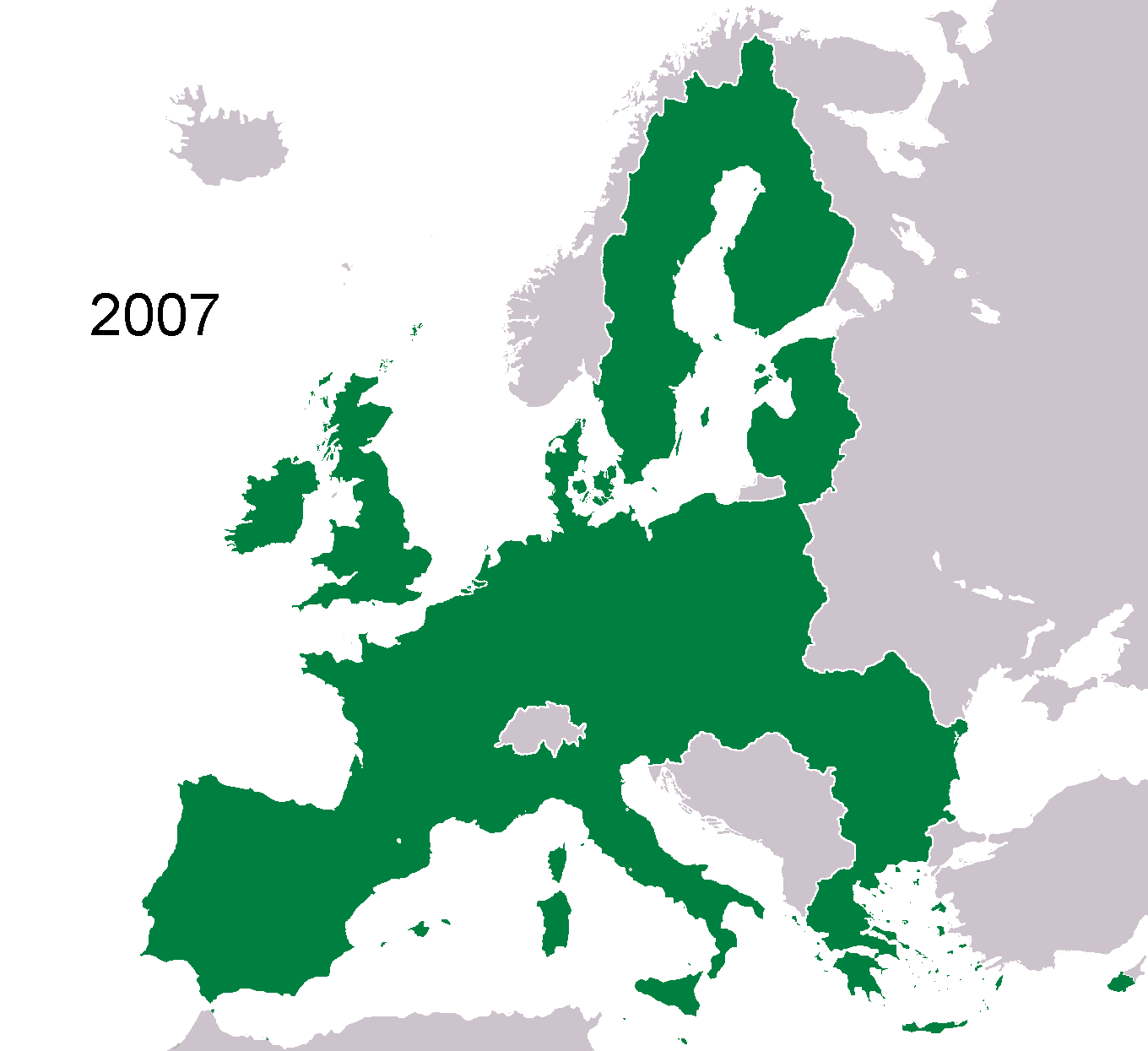
ЄС-27 у 2007 році

| Держави-члени        | Населення            | Площа (км2)        | ВВП (млрд. дол. США) | ВВП на душу населення (дол. США) |
| -------------------- | -------------------- | ------------------ | -------------------- | -------------------------------- |
| Болгарія             | 7 761 000            | 111 002            | 62.29                | 8,026                            |
| Румунія              | 22,329,977           | 238,391            | 204.4                | 9,153                            |
| Держави-кандидати    | 30 090 977           | 349,393            | 266,69               | 8,863                            |
| Тодішні члени (2007) | 464,205,901          | 4,104,844          | 12 170,11            | 26,217                           |
| ЄС27 (2007)          | 494 296 878 (+6,48%) | 4,454,237 (+8,51%) | 12436,80 (+2,04%)    | 25 160,59 (-4,03%)               |

### Розширення 2013 року

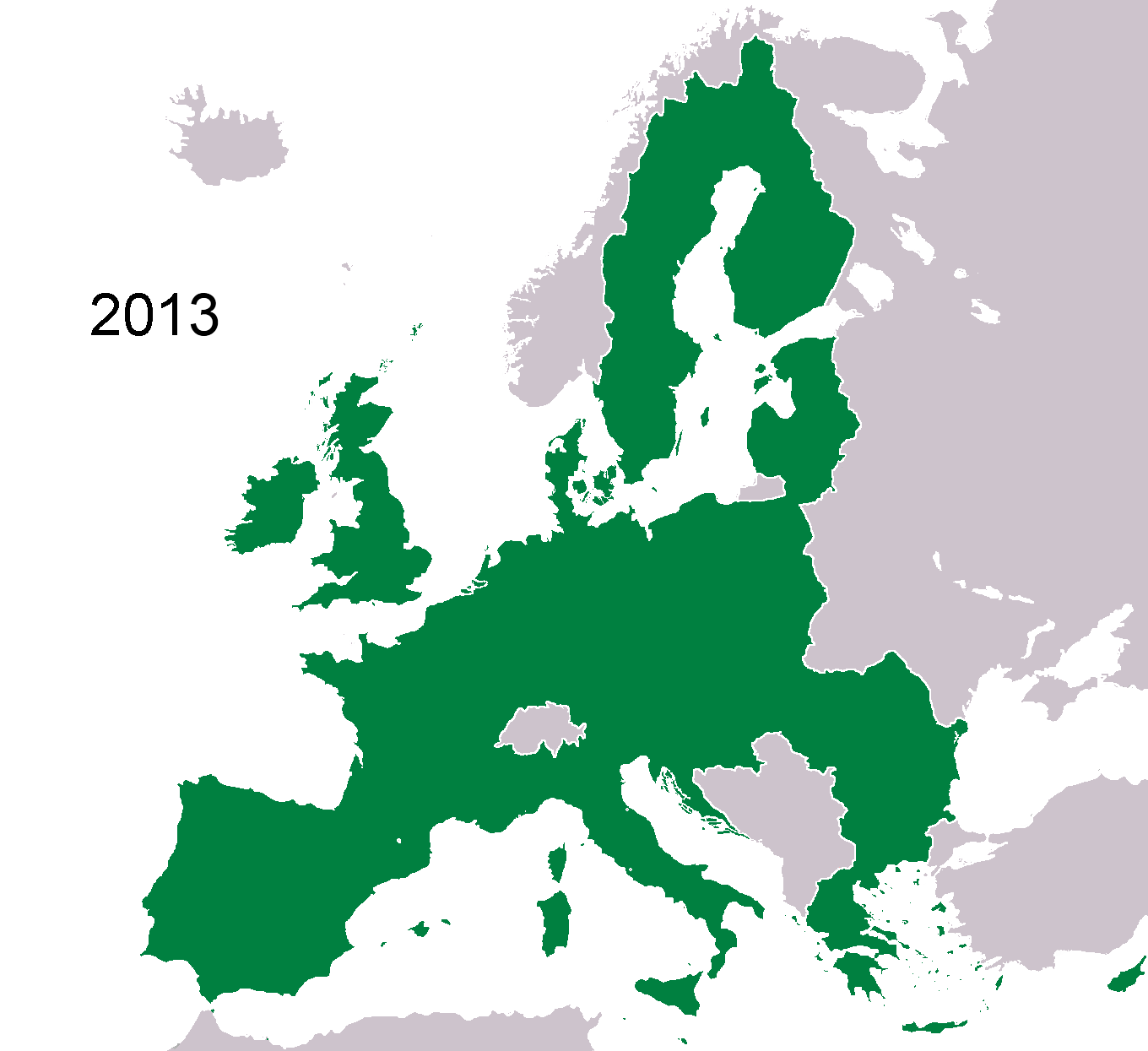
ЄС28 у 2013 році

| Держави-члени        | Населення            | Площа (км2)        | ВВП (млрд. дол. США) | ВВП на душу населення (дол. США) |
| -------------------- | -------------------- | ------------------ | -------------------- | -------------------------------- |
| Хорватія             | 4,290,612            | 56,594             | 80,983               | 18,338                           |
| Тодішні члени (2013) | 503 492 041          | 4,454,237          | 15 821,00            | 31,607                           |
| ЄС28 (2013)          | 506,777,111 (+0,85%) | 4,510,831 (+1,31%) | 15 868,983 (+0,51%)  | 31 313,54 (-0,74%)               |

## Держави-кандидати

Держави-члени
Кандидати: Албанія, Молдова, Північна Македонія, Сербія, Туреччина, Україна та Чорногорія
Потенційні кандидати, які подали заявку на членство: Боснія і Герцеговина та Грузія
Потенційні кандидати, які не подали заявку на членство: Косово ([[Міжнародне визнання Республіки Косово
|спірний статус]])

### ЄС27
|                   | Населення   | Площа (км2) | ВВП (млрд. дол. США) | ВВП на душу населення (дол. США) |
| ----------------- | ----------- | ----------- | -------------------- | -------------------------------- |
| Європейський Союз | 447 007 596 | 4,233,262   | 17 046               | 38,134                           |

### Албанія
| Держава        | Населення            | Площа (км2)        | ВВП (млрд. дол. США) | ВВП на душу населення (дол. США) |
| -------------- | -------------------- | ------------------ | -------------------- | -------------------------------- |
| Албанія        | 2,845,955            | 28,748             | 16.75                | 5,887                            |
| ЄС27 + Албанія | 449 853 551 (+0,64%) | 4 262 010 (+0,68%) | 17 063 (+0,10%)      | 37 930 (-0,53%)                  |

### Молдова
| Держава        | Населення            | Площа (км2)        | ВВП (млрд. дол. США) | ВВП на душу населення (дол. США) |
| -------------- | -------------------- | ------------------ | -------------------- | -------------------------------- |
| Молдова        | 2 597 100            | 33,846             | 12.40                | 4,773                            |
| ЄС27 + Молдова | 449 604 696 (+0,58%) | 4,267,108 (+0,80%) | 17 059 (+0,07%)      | 37,942 (-0,51%)                  |

### Північна Македонія
| Держава                   | Населення            | Площа (км2)        | ВВП (млрд. дол. США) | ВВП на душу населення (дол. США) |
| ------------------------- | -------------------- | ------------------ | -------------------- | -------------------------------- |
| Північна Македонія        | 1,836,713            | 25,713             | 13,89                | 7,562                            |
| ЄС27 + Північна Македонія | 448,844,309 (+0,41%) | 4 258 975 (+0,61%) | 17 060 (+0,08%)      | 38 009 (-0,33%)                  |

### Сербія
| Держава       | Населення            | Площа (км2)        | ВВП (млрд. дол. США) | ВВП на душу населення (дол. США) |
| ------------- | -------------------- | ------------------ | -------------------- | -------------------------------- |
| Сербія        | 6,871,547            | 77,474             | 65,70                | 9,561                            |
| ЄС27 + Сербія | 453,879,143 (+1,54%) | 4,310,736 (+1,83%) | 17,112 (+0,39%)      | 37,702 (-1,13%)                  |

### Туреччина
| Держава          | Населення             | Площа (км2)         | ВВП (млрд. дол. США) | ВВП на душу населення (дол. США) |
| ---------------- | --------------------- | ------------------- | -------------------- | -------------------------------- |
| Туреччина        | 84 680 273            | 783356              | 692,38               | 8,176                            |
| ЄС27 + Туреччина | 531 687 869 (+18,94%) | 5,016,618 (+18,50%) | 17,739 (+4,06%)      | 33,363 (-12,51%)                 |

### Україна
| Держава        | Населення            | Площа (км2)         | ВВП (млрд. дол. США) | ВВП на душу населення (дол. США) |
| -------------- | -------------------- | ------------------- | -------------------- | -------------------------------- |
| Україна        | 41,167,336           | 603,628             | 181                  | 4,397                            |
| ЄС27 + Україна | 488,174,932 (+9,21%) | 4 836 890 (+14,26%) | 17,227 (+1,06%)      | 35,289 (-7,46%)                  |

### Чорногорія
| Держава           | Населення            | Площа (км2)       | ВВП (млрд. дол. США) | ВВП на душу населення (дол. США) |
| ----------------- | -------------------- | ----------------- | -------------------- | -------------------------------- |
| Чорногорія        | 620,739              | 13 812            | 4.79                 | 7,717                            |
| ЄС27 + Чорногорія | 449 853 551 (+0,14%) | 4 262 010(+0,33%) | 17 063 (+0,03%)      | 37 930 (-0,11%)                  |

### Усі кандидати
| Держава                                                        | Населення             | Площа (км2)         | ВВП (млрд. дол. США) | ВВП на душу населення (дол. США) |
| -------------------------------------------------------------- | --------------------- | ------------------- | -------------------- | -------------------------------- |
| Молдова Північна Македонія Сербія Туреччина Україна Чорногорія | 140 619 663           | 1,566,577           | 986,91               | 7,018                            |
| EU33                                                           | 587,627,259 (+31,46%) | 5,799,839 (+37,01%) | 18 033 (+5,79%)      | 30 688 (-19,53%)                 |

Примітка: усі дані отримано з окремих записів про країни у Вікіпедії. Популяція зазвичай оцінюється в 2021 році; історичні/майбутні оцінки не використовуються. Цифри є приблизними через коливання чисельності населення та економіки.

## Виноски
1.↑ До 1962 року Алжир був частиною Франції.
2.↑ ^ Возз'єднання Німеччини в 1990 році призвело до включення території колишньої Німецької Демократичної Республіки . Це розширення прямо не згадується. Дані для Німеччини в усіх таблицях взяті з поточної статистики.
3.↑ ^ Гренландія вийшла з ЄС у 1985 році.
4.↑ ^ Офіційно весь Кіпр входить до Європейського Союзу. «У світлі Протоколу 10 Договору про приєднання 2003 року Кіпр в цілому увійшов до ЄС, тоді як acquis призупинено в північній частині острова («території, які не перебувають під ефективним контролем уряду Республіки Кіпр»). Це означає, зокрема, що ці території знаходяться за межами митної та фіскальної території ЄС. Призупинення має територіальну дію, але не стосується особистих прав турків-кіпріотів як громадян ЄС, оскільки вони вважаються громадянами держави-члена Республіки Кіпр».